# Mgliści Poeci
Mgliści Poeci (chiń. 朦胧诗人; pinyin Ménglóng Shīrén) to chińska grupa poetycka, która zaistniała w czasie odwilży po restrykcjach jakie nastąpiły w czasie rewolucji kulturalnej. Nazwa grupy bierze się z tego, że ich działalność była oficjalnie potępiona jako niewyraźna (mglista), co wynikało z jej ukrytych znaczeń i dwuznaczności. "Tubą" ruchu było czasopismo Jintian (chiń. 今天; pinyin Jīntiān; dosł. „Dzisiaj”), wychodzące w latach 1978-1980, kiedy to zakazano jego dalszej publikacji.
Do czołówki Mglistych Poetów zalicza się Bei Dao, Gu Cheng, Duo Duo, i Yang Lian, którzy wyemigrowali po wydarzeniach na Placu Tian’anmen w roku 1989. Reszta "mglistych", jak Mang Ke czy Shu Ting pozostali w Chinach. Wydawanie Jintian  wznowiono w Szwecji w 1990 roku. Szybko stało się ono forum emigracyjnych pisarzy chińskich.
Twórczość "mglistych" miała ogromny wpływ na teksty pierwszych chińskich muzyków rockowych takich jak Cui Jian.